# Hendrik II van Anhalt

Kaart van Anhalt na de deling van 1259.
Anhalt-Aschersleben

Hendrik II (1215 - 12 juni 1266), bijgenaamd de Vette, was van 1244 tot 1259 vorst van Anhalt en van 1259 tot zijn dood in 1266 vorst van Anhalt-Aschersleben. Hendrik II stamde uit de dynastie der Ascaniërs en werd de stamvader van de linie Anhalt-Aschersleben.

## Biografie
Hendrik II was de oudste zoon van Hendrik I, de eerste vorst van Anhalt, en Irmgard van Thüringen, een dochter van landgraaf Herman I van Thüringen. Hij werd al in 1233 genoemd in een door zijn vader uitgevaardigde oorkonde. Zijn vader trok zich in 1244 terug als vorst, waarna Hendrik II samen met zijn jongere broers Bernhard I en Siegfried I de regering van Anhalt overnam. Zijn andere broers traden toe tot de Geestelijke stand. In 1245 vaardigde Hendrik II voor het eerst zelfstandig een oorkonde uit.
Hoewel vaak wordt aangenomen dat de drie broers hun erfenis direct na de dood van hun vader verdeelden, bleven ze aanvankelijk samen regeren. Op 14 juli 1259 namen ze gezamenlijk de bescherming over het Klooster van Gods genade bij Calbe op zich. Een jaar eerder hadden ze echter al afzonderlijk de overdracht van het dorp Buro bij Coswig aan de Duitse Orde bevestigd. Een delingsverdrag is niet overgeleverd, maar na 1259 was Anhalt feitelijk in drie delen verdeeld. Als oudste zoon kreeg Hendrik II de stamgebieden van de Ascaniers in het oosten van de Harz rond Ballenstedt, het graafschap Aschersleben, Hecklingen, Ermsleben, Wörbzig, de voogdij over het bezit van het Klooster Nienburg rond Harzgerode en de vorstelijke titel van zijn vader.
Bernhard I kreeg Anhalt-Bernburg met het gebied rond de stad Bernburg en de voogdij over het Klooster Nienburg. De meest oostelijk gelegen gebieden van Anhalt, rond Köthen, Lippene, Wörlitz, Coswig en Dessau, vielen onder de naam Anhalt-Köthen aan Siegfried I.
Hendrik streed tijdens de Thüringse Successieoorlog mee aan de zijde van markgraaf Hendrik III van Meißen.
Na zijn dood in 1266 werd Hendrik II opgevolgd door zijn twee zoons.

## Huwelijk en kinderen
Hendrik was gehuwd met Mathilde, een dochter van hertog Otto het Kind van Brunswijk en Lüneburg. Ze kregen ten minste twee kinderen:
- Otto I (? - 1304)
- Hendrik III (? - 1307), aartsbisschop van Maagdenburg

## Titel
De meest gebruikte titel van Hendrik en zijn opvolgers was graaf van Aschersleben en vorst van Anhalt.